# Mergulhão-de-atitlan
O mergulhão-de-atitlan (Podilymbus gigas) é uma espécie extinta da família dos mergulhões. Esta ave, conhecida pelos habitantes locais como mama poc, vivia exclusivamente na zona do lago de Atitlán na Guatemala e desapareceu em 1989 em resultado de um conjunto de causas ambientais.
O mergulhão-de-atitlan era uma ave de médio-grande porte, relativamente grande para o seu género, com 50 cm de comprimento e cerca de 120 cm de envergadura. Os mergulhões-de-atitlan não voavam, uma característica que os torna únicos na ordem Podicipediformes. A sua plumagem era escura, em tons de castanho e verde-azeitona. O bico tinha cor esbranquiçada e no Verão apresentava a meio uma risca escura vertical. Os juvenis tinham uma plumagem zebrada de preto e branco. Pouco se sabe a respeito dos seus hábitos comportamentais, a não ser que eram aves monogâmicas e fortemente territoriais. Os ninhos eram construídos na vegetação densa da margem do lago e cada postura tinha 2 a 3 ovos.
A população dos mergulhões-de-atitlan nunca foi muito elevada graças à sua reduzida distribuição geográfica e, mesmo antes da crise que levou à sua extinção, nunca ultrapassou cerca de 200-300 exemplares.
Na década de 1960, o crescimento económico da Guatemala provocou uma série de acontecimentos que causaram um impacto considerável no lago Atitlan. Um plano de desenvolvimento da zona incluia, então, o estabelecimento de um empreendimento turístico no lago que atraísse praticantes de pesca. Como o Atitlan não tinha peixes apetecíveis para este desporto, as autoridades introduziram duas espécies de robalo de água doce que começaram de imediato a provocar estragos no ecossistema. O seu principal efeito foi uma redução drástica nas populações de crustáceos e moluscos que serviam de alimento aos mergulhões. Para agravar a situação, a indústria de fabrico de esteiras de palha provocou a colheita exaustiva dos juncos da margem que serviam como espaço à construção dos ninhos destas aves.
Em 1965 havia apenas cerca de 80 indivíduos. Graças aos esforços da ornitóloga Anne La Bastille, que chegou a acordos com as populações locais sobre o corte dos juncos e estabeleceu um santuário numa zona remota do lago, a população de mergulhões recuperou para os níveis iniciais.
Nesta altura, dois factores naturais contribuíram para o desaparecimento dos mergulhões. O terremoto de 4 de Fevereiro de 1976, que matou 22,000 pessoas provocou a descida do nível do lago em 6 metros, diminuido a área de superfície disponível para as aves e suas presas. Pouco depois, o mergulhão-caçador (Podilymbus podiceps) apareceu espontanemente no lago. Este espécie, mais robusta e voadora, competia com o mergulhão nativo por alimento e espaço de nidificação. Em 1983 havia apenas 32 mergulhões-de-atitlan e os cientistas resolveram caçar os últimos exemplares para tentar uma recuperação da espécie em cativeiro. Para sua surpresa, quando tentaram apanhar as aves – supostamente não voadoras – elas voaram para longe, uma vez que eram híbridos de Atitlan com mergulhão caçador. O último exemplar puro morreu em 1989.